# Оливие Вердон
Оливие Жак Ем Вердон (на френски: Olivier Jacques Em Verdon) е бенински футболист, който играе на поста защитник. Състезател на Лудогорец.

## Кариера
Вердон подписва своя първи професионален договор на 27 април 2017 с френския Бордо след няколко успешни сезона в техния Б отбор. Той прави своя професионален дебют на 19 ноември 2019 в мач срещу Олимпик (Марсилия). Влиза като резерва на мястото на Игор Левчук при равенството 1-1 у дома.
На 11 юни 2019, след година с втородивизионния Сошо, Вердон подписва тригодишен договор с испанския Алавес. Въпреки това, на 2 септември, бива отдаден под наем в белгийския Ойпен.
На 4 септември 2020, отново е даден под наем, този път в Лудогорец.

## Успехи
Лудогорец
- Първа лига (3): 2020/21, 2021/22, 2022/23
- Купа на България (1): 2023
- Суперкупа на България (2): 2021, 2022